# 瀬野栄次郎
瀬野 栄次郎（せの えいじろう、1921年11月25日 - 2011年3月1日）は、公明党衆議院議員（4期）。公明党中央執行委員。

## 略歴
鹿児島県生まれ。1939年、熊本県立球磨農業学校本科卒業。営林署技師、大日本帝国陸軍航空兵中尉、熊本市議会議員、熊本県議会議員を務めた後、1969年の第32回衆議院議員総選挙で熊本1区に公明党から出馬し、初当選。以後連続4期務める。1979年1月、公明党農林水産局長。同年11月、衆議院科学技術振興対策特別委員長。1980年の第36回衆議院議員総選挙で松野頼三に2662票差で敗れ、落選。2011年、心不全のため熊本市の病院で死去。